# 不屈號驅逐艦
不屈號驅逐艦（法語：FFNF L'Indomptable，舷號：15/7/X81），所屬法國與維琪海軍，是法国海军在1930年代建造的6艘空想級驅逐艦之一，按建造工程编号为6号舰。順帶一提，此艦為法國第四艘被命名為「不屈」的驅逐艦。

## 建造
作為1930年海軍計畫的一部份，不屈號於1931年8月18日下訂，並由新地中海造船公司主導，於濱海拉塞訥的造船廠從1932年1月25日開始建造，工程編號為空想級6號艦，也就是該級最後開工的艦船。1933年12月7日下水，1935年11月25日服役，1936年2月10日完工，當年4月15日啟用；至於為何服役過後才完工？是因為渦輪葉片脫落，使得不屈號需要重新整修，導致完工日延期。

## 服役
當空想級服役時，先後被分配到新成立的第8和第10輕型師（Division légère），後來重新歸類為偵察師（Division de contre-torpilleurs），由布雷斯特的第2輕型艦隊（2eme Escadre légère）管轄。這時有個小趣聞，1936年5月12日，加入艦隊不到一個月，不屈號和巴斯德號潛艇在吉伦特河口於一場演習相撞，所幸這次傷口不大，還能救回 。5月30日，總統阿尔贝·勒布伦為布雷斯特海軍學院（École Navale）的新校舍進行揭幕，順路檢閱駐紮該處的第2輕型艦隊，這時惡毒與凱旋號驅逐艦尚未加入編隊，所以空想級只有空想、不屈、可怖與大膽號被總統巡查。1937年5月27日，輪到海軍部長阿方斯•加斯尼耶-杜帕克（Alphonse Gasnier-Duparc）檢閱整個第2輕型艦隊，這回空想級就到齊了。

## 戰爭

### 投降前
在1939年9月波蘭戰役後，法國對德宣戰，第8和第10偵察師都被調派到突袭舰队（Force de Raid）。在9月2日至6日，因獲報德艦已離開港口，他們作為一個完整的部隊出擊，結果是假情報（實際上就兩艘貨輪罷了），後來就很少整支部隊一起行動了；作為替代，他們分散成較小的小組，主要任务是狩猎納粹的破交艦隊與走私艦。
同年10月21日至30日，包括全空想級在內的突擊艦隊，護衛KJ 4船團，以免鐵甲艦施佩伯爵號的突襲。11月25日，第8偵察師與戰艦史特拉斯堡號還有重巡阿爾及利亞號會合，並護送她們前往布雷斯特。
1940年4月23日至24日的夜裡，第8偵察師對斯卡格拉克海峽進行高速巡邏，希望向前往挪威的德國商船發起突襲。願望成真，她們遭遇兩艘巡邏艇，並擊中其中一艘；與兩艘S艇交戰，擊沉一艘，並迴避她們的魚雷。行動中，惡毒號開始出現引擎問題，船隻被迫減速。在撤退時，德國轟炸機的近失彈破壞凱旋號的一條螺旋槳軸，使其就近停泊，但那時誰也沒想到，這一別，將是最後一面。
當年5月9日，不屈和惡毒號返回凱比爾港，不久之後轉移到了附近的阿爾及爾。在意大利於10日對盟軍宣戰後，突擊艦隊於6月12日至13日在西地中海出擊，目的是獵殺義大利艦艇，不屈號作為護衛艦也參與其中。接著，不屈號開始護送從法國本土逃難到北非的船隻。由於收到義大利巡洋艦出現在海上的消息，不屈號於6月23日至24日再度護送艦隊尋找，結果那是誤報。與此同時，第二次康比涅停戰協定正在簽署。並於6月25日0時35分法國宣布投降，宣告公告全線停戰。

### 投降後

#### 凱比爾港

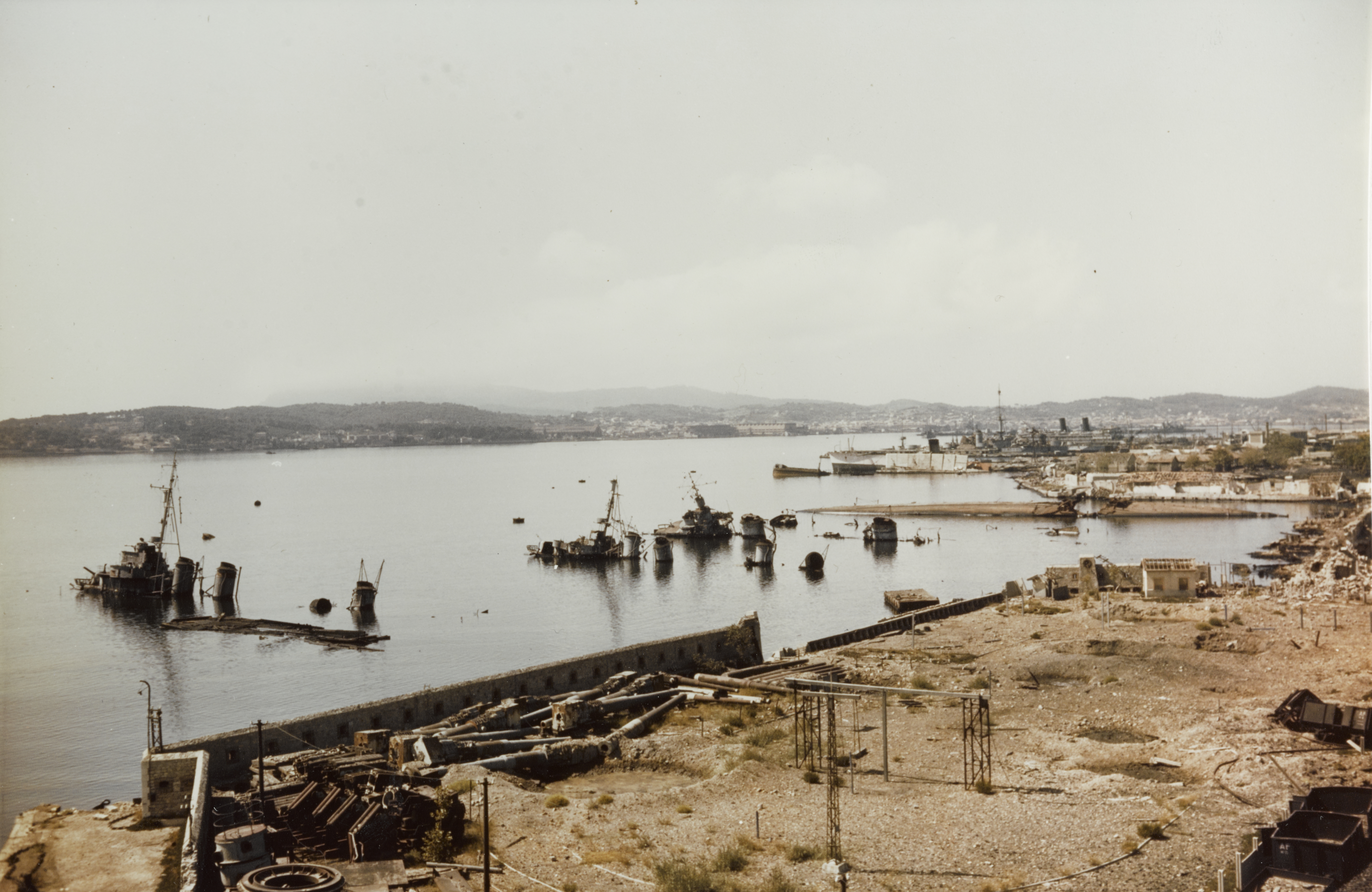
1944年的土倫港景色，
不屈號位於左3，幾乎是沉到海底了

1940年7月3日，英軍襲擊凱比爾港，不屈號也成為從英軍包圍網中逃跑成功的一員，並在最後與史特拉斯堡號碰頭，一同抵達土倫港。
維琪法國成立後，不屈號被分配到史特拉斯堡的艦隊，並在10月16日至18日進行了一次位在西地中海的訓練，成為該艦隊少有的活動紀錄。1942年11月27日，納粹企圖奪取土倫的法國艦艇時，位於當地的大部分的法國艦艇，包括不屈號都被自己的船員進行鑿沉，即為法國艦隊土倫自沉事件。然而，他們不死心，將其中的艦艇打撈並進行搶救，像是不屈號就被修整並重新命名為SG9。可是她的命運卻未有所改變，在1944年2月4日、3月7日和4月29日的盟軍空襲中受到重創，再度沉沒於大海中 。

#### 惡毒
隨著自由法國奪回了本土，不屈號回歸了法國的懷抱。她於1945年7月被打撈，但是為了達成一個任務──用於更換在1944年12月與可怖號相撞中受損的惡毒號的艦首，所以除了艦艏的部分，基本都繼續沉在海底。直到1950年，不屈號的殘骸才在原地（土倫港）被拆解。

## 註記
1. ↑  姊妹艦可怖號、大膽號與空想號（英语：French destroyer Le Fantasque）編入第10輕型師。另外三艘，即本艦、惡毒號和凱旋號（英语：French destroyer Le Triomphant）則加入第8輕型師[2]

## 資料來源
1. 1 2  Jordan & Moulin，第140, 143–144頁.
2. ↑  Jordan & Moulin，第138–139, 214–215頁.
3. ↑  .   [2024-07-04]. （原始内容存档于2024-12-04）.
4. ↑  Jordan & Moulin，第208, 213頁.
5. 1 2  WorldWarTwo 2004.
6. ↑  Jordan & Moulin，第222頁.
7. ↑  Rohwer，第7，9頁.
8. ↑  Jordan & Moulin，第226–227, 231頁.
9. ↑  Jordan & Moulin，第231, 233頁.
10. ↑  Jordan & Moulin，第236, 246–247頁.
11. ↑  Jordan & Moulin，第261-262, 280頁.
12. ↑  萨苏; 章骞. . 山东画报出版社. 2010: 278. ISBN 978-7807138365.

## 外部連結
- , WorldWarTwo, 25 December 2004  [7 March 2019], （原始内容存档于2023-04-05）
- , CLAUSUCHRONIA, 11 May 2013  [7 March 2019], （原始内容存档于2025-01-20）